# Champvoux
Champvoux település Franciaországban, Nièvre megyében. Lakosainak száma 285 fő (2022. január 1.). Champvoux Raveau, Chaulgnes, La Marche és Tronsanges községekkel határos.

## Népesség
A település népességének változása:
| Lakosok száma | 311  | 310  | 321  | 309  | 303  | 297  | 291  | 287  | 285  |
|               | 2013 | 2015 | 2016 | 2017 | 2018 | 2019 | 2020 | 2021 | 2022 |